# 古坑系統交流道
古坑系統交流道位於臺灣雲林縣古坑鄉，用於連結國道三號與台78線，與國道三號之古坑交流道南出北入匝道共用出入口連接縣道149甲線 ，位於國道三號269k與台78線43k，也是台78線之終點。
|      | 269 古坑系統 | 南下      |      | 古坑      |
|      | 269 古坑系統 | 南下      | 台西 |           |
| 北上 | 269 古坑系統 | 斗六 台西 |      |           |
|      | 43 古坑系統  | 東行      |      | 林內 梅山 |

## 外部連結
- 國道三號古坑系統交流道示意圖 （页面存档备份，存于）（交通部高速公路局）
- 台78線古坑系統交流道示意圖 （页面存档备份，存于）（交通部公路總局）